# San Francisco Film Critics Circle Awards 2008
Na 7. ročníku udílení cen San Francisco Film Critics Circle Awards byly předány ceny v těchto kategoriích dne 15. prosince 2008.

## Vítězové
Nejlepší film: Milk

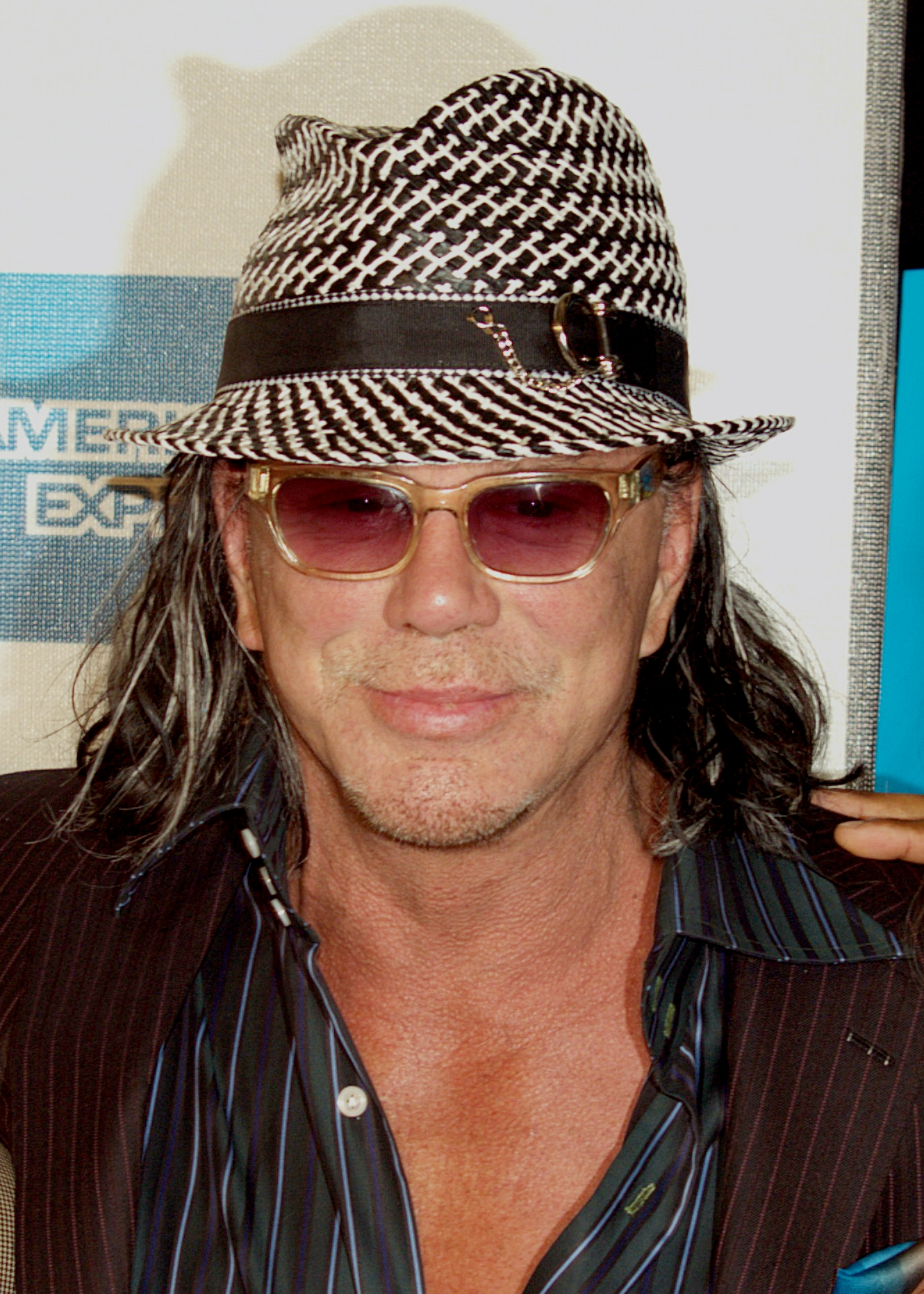
Mickey Rourke, vítěz v kategorii nejlepší mužský herecký výkon v hlavní roli

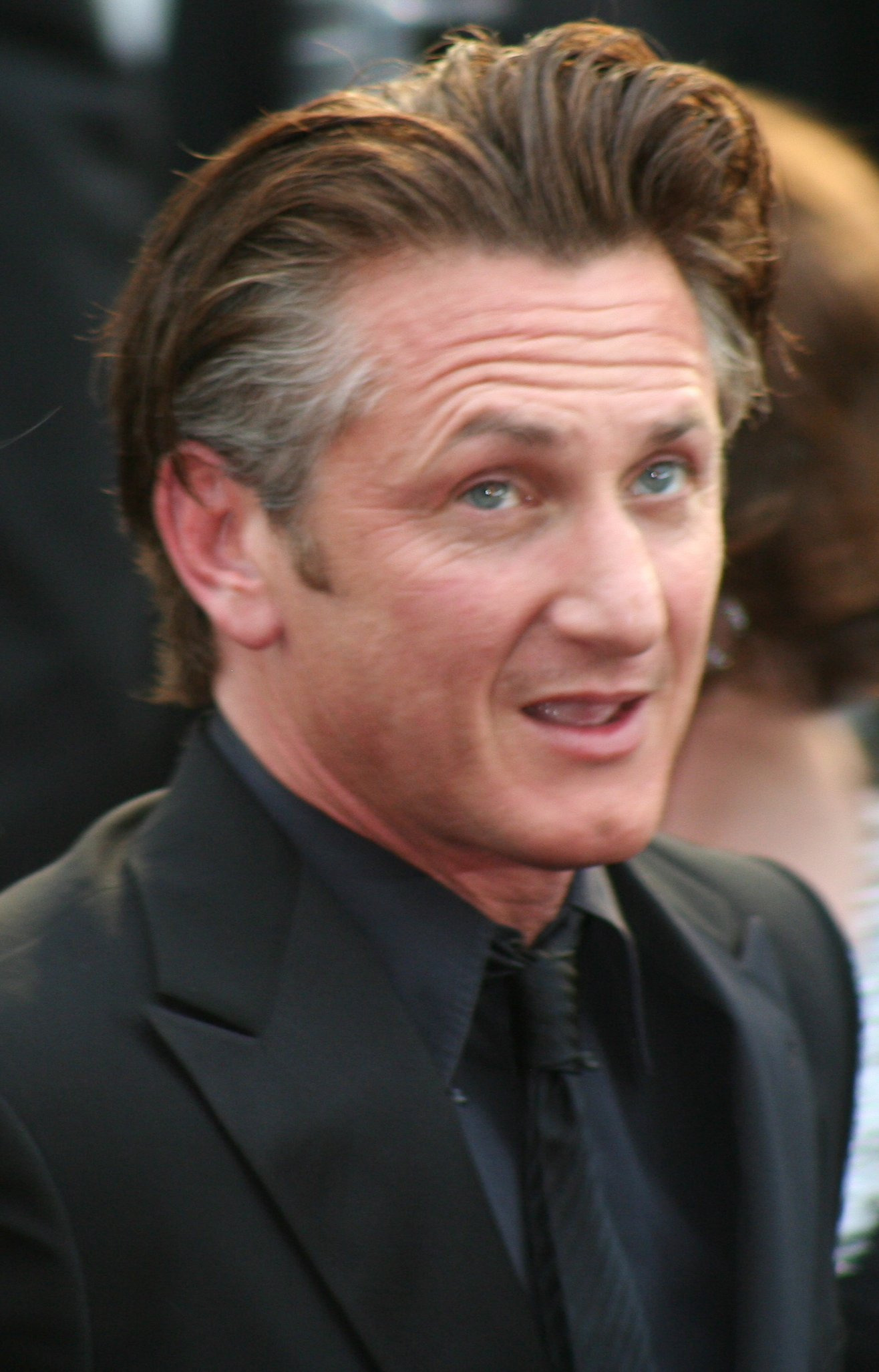
Sean Penn, vítěz v kategorii nejlepší mužský herecký výkon v hlavní roli

Nejlepší režisér: Gus Van Sant – Milk
Nejlepší původní scénář: Dustin Lance Black – Milk
Nejlepší adaptovaný scénář: Peter Morgan – Duel Frost/Nixon
Nejlepší herec v hlavní roli: Sean Penn – Milk a Mickey Rourke – Wrestler (remíza)
Nejlepší herečka v hlavní roli: Sally Hawkins – Happy-Go-Lucky
Nejlepší herec ve vedlejší roli: Heath Ledger – Temný rytíř
Nejlepší herečka ve vedlejší roli: Marisa Tomei – Wrestler
Nejlepší cizojazyčný film: Ať vejde ten pravý (Švédsko)
Nejlepší dokument: Můj Winnipeg
Nejlepší kamera: Wally Pfister – Temný rytíř